# Wiebke Kirleis

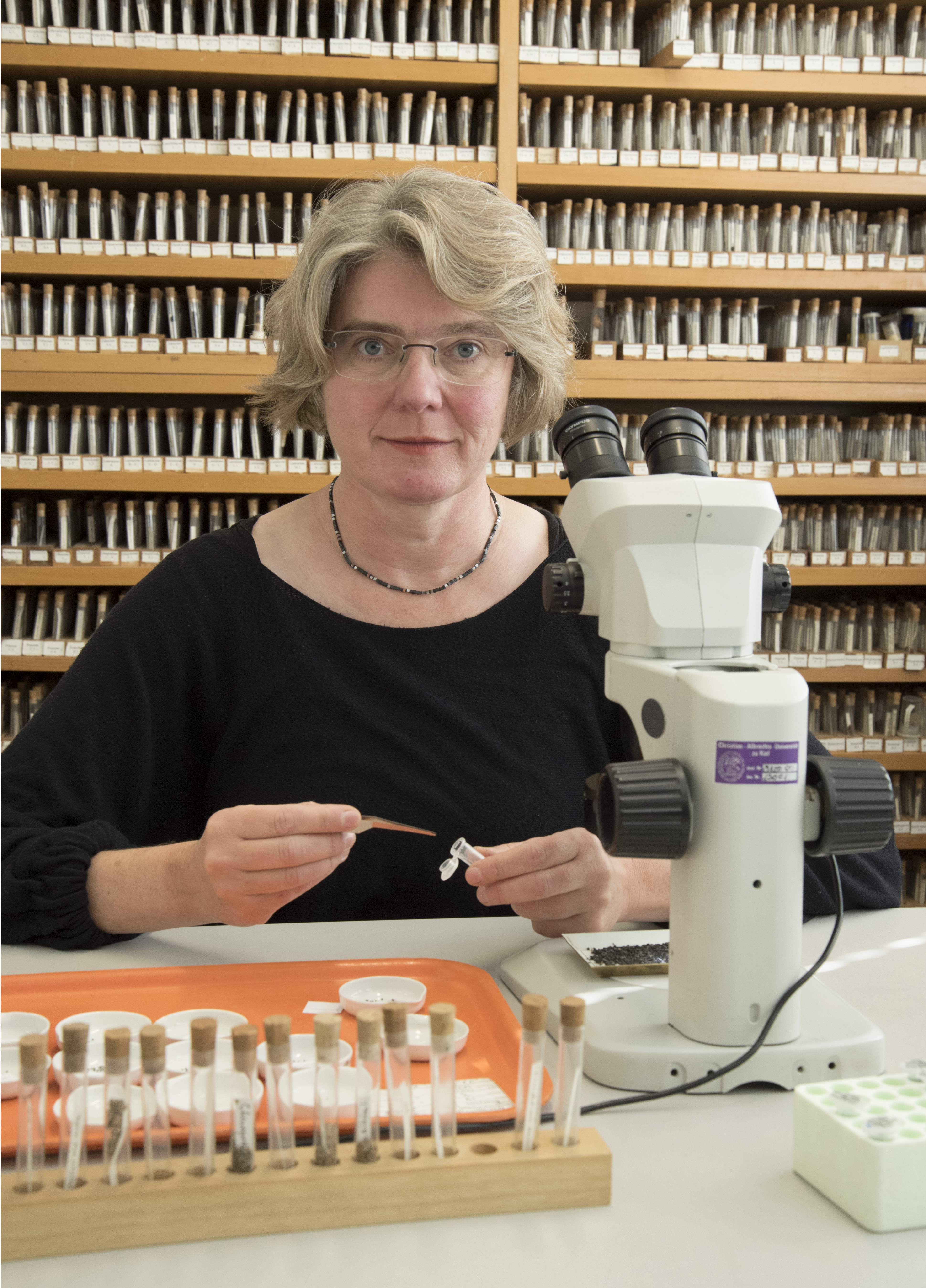
Wiebke Kirleis, 2022

Wiebke Kirleis (* 15. April 1970 in Einbeck) ist eine deutsche Archäobotanikerin und Hochschullehrerin an der Christian-Albrechts Universität zu Kiel.

## Leben
Als Archäobotanikerin fokussiert Wiebke Kirleis ihre Forschung auf alle Formen pflanzenbezogener menschlicher Aktivitäten. Dies umfasst Subsistenzstrategien sowie die Verarbeitung von Nahrungsmitteln und deren soziokulturelle Auswirkungen. Darüber hinaus liegt ein weiterer Schwerpunkt ihrer Forschung auf der Rekonstruktion der Wechselwirkungen zwischen Mensch und Umwelt in der Vergangenheit. Geographisch erstreckt sich ihr Forschungsgebiet von Nordeuropa bis nach Indonesien.
Sie studierte von 1990 bis 1998 Biologie an der Universität Göttingen (Botanik, Anthropologie, Umweltgeschichte, Ur- und Frühgeschichte). Von 1998 bis 2002 war sie wissenschaftliche Mitarbeiterin am Niedersächsischen Institut für historische Küstenforschung. Dort schrieb sie ihre Dissertation mit dem Titel „Vegetationsgeschichtliche und archäobotanische Untersuchungen zur Landwirtschaft und Umwelt im Bereich der prähistorischen Siedlungen bei Rullstorf, Landkreis Lüneburg“, die sie 2002 bei Eberhard Grüger und Karl-Ernst Behre in Göttingen einreichte und zum Dr. rer. nat. promovierte. 2002–2004 war sie wissenschaftliche Mitarbeiterin an der Universität Göttingen. In den darauffolgenden Jahren (bis 2008) war sie an zwei Sonderforschungsbereichen (552 und 586) beteiligt sowie als Stipendiatin am Brandenburgischen Landesamt für Denkmalpflege und Archäologischen Landesmuseum beschäftigt (LINKS).
Im Jahr 2008 wechselte Wiebke Kirleis an die CAU Kiel, wo sie von 2008 bis 2014 als Juniorprofessorin für Umweltarchäologie an der Graduiertenschule Human Development in Landscapes und dem Institut für Ur- und Frühgeschichte tätig war. Seit 2014 lehrt sie als Universitätsprofessorin für Umweltarchäologie und Archäobotanik am Institut für Ur- und Frühgeschichte der CAU Kiel. Derzeit ist sie Vorstandsmitglied des Exzellenzclusters Roots sowie der Johanna-Mestorf-Akademie und seit 2016 ist sie die Co-Sprecherin des Sonderforschungsbereichs 1266 an der CAU Kiel.
Im Zusammenhang mit dem SFB 1266 sowie ROOTS war und ist sie an vielen internationalen Projekten beteiligt, wie z. B. die Forschungen zur Cucuteni-Tripolje Kultur in der Ukraine und der Republik Moldau oder zur Trichterbecherkultur in Dänemark und Norddeutschland (etwa Oldenburg Dannau LA 77 und Wangels LA 69). Weiterhin war sie maßgeblich an internationalen Forschungsprojekten zur Herkunft und Ausbreitung von Hirse (Panicum miliaceum) nach Europa beteiligt. Sie leitet ein Forschungsteam des Exzellenzclusters ROOTS an der CAU Kiel, das u. a. die Diversität und Bedeutung von Roggen (Secale cereale ssp. cereale L.) im mittelalterlichen und neuzeitlichen Europa erforscht. Seit 2019 ist sie gewähltes Mitglied im wissenschaftlichen Beirat der Kommission für Archäologie Außereuropäische Kulturen (KAAK) am DAI. Seit 2023 hat sie den Vorsitz des wissenschaftlichen Beirats für den Steinzeitpark Dithmarschen (Archäologisch-Ökologisches Zentrum Albersdorf) inne.
Im Jahre 2019 veröffentlichte sie ein umfassendes Werk zu botanischen Resten aus neolithischen Siedlungen des nördlichen Mitteleuropas. Weiterhin ist sie Autorin zahlreicher wissenschaftlicher Artikel (s. Schriften), populärwissenschaftlicher Artikel und sie wurde für zahlreiche Dokumentationen und Wissenssendungen interviewt.

## Schriften (Auswahl)
- Atlas of Neolithic plant remains from northern central Europe (= Advances in Archaeobotany. Band 4). Barkhuis Publishing, Groningen 2019, ISBN 978-94-92444-91-2.
- W. Kirleis, M. Dal Corso, D. Filipović: Millet and What Else? The Wider Context of the Adoption of Millet Cultivation in Europe. (= Scales of Transformation. Band 14). Sidestone Press, Leiden, 2022, ISBN 978-94-6427-015-0.
- W. Kirleis, A. Hahn-Weishaupt, M. Weinelt, S. Jahns: Neu (im) Land – erste Bäuer:innen in der Peripherie. Der linienbandkeramische Fundplatz Lietzow 10 im Havelland, Brandenburg. (= ROOTS Studies. 05). Sidestone Press, Leiden 2024, ISBN 978-94-6427-087-7.
- Vegetationsgeschichtliche und archäobotanische Untersuchungen zur Landwirtschaft und Umwelt im Bereich der prähistorischen Siedlungen bei Rullstorf, Ldkr. Lüneburg. Göttingen 2002, (Digitalisat; Göttingen, Universität, Dissertation, 2002).
- Die Pflanzenreste aus der linienbandkeramischen Siedlung von Rosdorf-Mühlengrund, Ldkr. Göttingen, im südöstlichen Niedersachsen. In: Praehistorische Zeitschrift. Band 83, Nr. 2, 2008, S. 133–178, doi:10.1515/PZ.2008.010.
- mit Walter Dörfler und Johannes Müller (Hrsg.): MEGALITHsite CAU. Ein Großsteingrab zum Anfassen. Wachholtz, Kiel 2015, ISBN 978-3-529-01796-4.
- mit Jutta Kneisel, Marta Dal Corso, Heiko Scholz, Nicole Taylor und Verena Tiedtke (Hrsg.): The Third Food Revolution? Setting the Bronze Age table. Common trends in economic and subsistence strategies in Bronze Age Europe. Proceedings of the International Workshop „Socio-Environmental Dynamics over the Last 12,000 Years: the Creation of Landscapes III (15th–18th April 2013)“ in Kiel. (= Universitätsforschungen zur prähistorischen Archäologie. 283 = Human Development in Landscapes. Band 6). Habelt, Bonn 2015, ISBN 978-3-7749-4003-1.